# Willi Schlage
Willi Schlage (* 24. Dezember 1888; † 5. Mai 1940 in Berlin) war ein deutscher Schachmeister und -trainer.

## Leben
Schlage war von Beruf Versicherungsvertreter. Wegen einer Verwundung im Ersten Weltkrieg lag er von 1917 bis 1918 im Lazarett. Nach Darstellung Helmut Wietecks hielt sich der Berliner Schachmeister vor dem Zweiten Weltkrieg eine Zeitlang in Afrika auf und sei dort unter anderem als Schachlehrer tätig gewesen.
1940 starb er an einem Gehirnschlag. Sein Grab befindet sich auf dem in Neukölln gelegenen Friedhof der Sankt-Thomas-Gemeinde.
Schlage befasste sich intensiv mit der Schachtheorie. Dabei griff er auf seine umfangreiche Schachbibliothek zurück.

## Turnierschach
Schlage wurde Mitglied der Berliner Schachgesellschaft. 1910 nahm er am Hauptturnier B des Deutschen Schachbundes in Hamburg teil, konnte sich aber nicht für die Siegergruppe qualifizieren. Dreimal beteiligte er sich an deutschen Meisterschaften. Im Jahr 1921 belegte er in Hamburg Platz 3 hinter Ehrhardt Post und Friedrich Sämisch, 1922 in Bad Oeynhausen Platz 3 bis 5. 1935 in Aachen war er weniger erfolgreich, als Kurt Richter Erster wurde.
Zwischen 1920 und 1934 beteiligte er sich fünfmal an Berliner Meisterschaften, 1921 und 1926 wurde er hier Erster. Sechsmal wurde er in die Nationalmannschaft berufen.
Seine beste historische Elo-Zahl betrug 2517. Diese erreichte er im August 1923.

## Trainer
Schlage unterrichtete und förderte viele deutsche Nachwuchsspieler, so etwa Klaus Junge, Wolfgang Unzicker, Edith Keller. 1935 wurde er Reichstrainer des Großdeutschen Schachbundes. Zusammen mit Aljechin und Bogoljubow bereitete er die deutsche Mannschaft auf die (inoffizielle) Schacholympiade 1936 in München vor. Anschließend unterstützte er Kurt Richter bei dessen zweibändigem Turnierbuch Schach-Olympia München 1936.

## Ehrungen
Im Jahr 1979 gab die afrikanische Republik Mali eine Schachbriefmarke mit dem Porträt Willi Schlages heraus. Die Briefmarke gehört zu einer Serie „Großmeister des Schachs“, die ihn neben den bekannteren Aljechin, Bogoljubow und Janowski zeigt.
Bekannt wurde die Partie Roesch – Schlage, Hamburg 1910, die in Stanley Kubricks Film 2001: Odyssee im Weltraum nachgespielt wurde.